# Харбин
Харбѝн (на китайски 哈爾濱, на пинин Hā'ěrbīn) е град в Североизточен Китай, център на провинция Хъйлундзян. Разположен е на южния бряг на река Сунхуа. Населението на града е около 9 410 000 души (2001).
Въпреки че на мястото на Харбин има следи от човешко присъствие още от 22 век пр.н.е., днешният град е създаден през 1898, когато Русия строи КВЖД. След поражението на Русия в Руско-японската война през 1905 руското влияние отслабва, но в Харбин се заселват десетки хиляди чужденци, главно американци, немци и французи. Градът се превръща в най-важния стопански и културен център на Манджурия.
По време на Руската гражданска война Харбин е под контрола на белогвардейците и в него се заселва нова вълна руски емигранти, включително голям брой евреи. На 4 февруари 1932 градът е превзет от японците, а на 20 август 1945 – от Червената армия. След няколко месеца под контрола на Гоминдана, през април 1946 градът е завзет от Китайската народно-освободителна армия и е включен в комунистически Китай.

## Известни личности
Родени в Харбин
- Пиер Бачев (1901 – 1932), френски актьор
- Симу Лиу (р. 1989), канадски актьор
- Уан Хао (р. 1989), шахматист